# کاستیلبلانکو
کاستیلبلانکو (به اسپانیایی: Castilblanco) یک شهرستان در اسپانیا است که در استان باداخس واقع شده‌است.

## خصوصیات
کاستیلبلانکو ۱۳۱٬۶ کیلومترمربع مساحت و ۱٬۱۵۱ نفر جمعیت دارد و ۵۰۱ متر بالاتر از سطح دریا واقع شده‌است.